# تیکون عولم
تیقون عولام (به عبری: תקון עולם) به معنی لغوی ترمیم کردن دنیا اصطلاحی در دین یهودیت است که به معنی وظیفه انسانها برای ترمیم دنیا می‌باشد. در قبّاله این اصطلاح به یکی از مفاهیم اصلی قبّاله (کابالا) تبدیل شد.

## در میشنا
اولین بار در میشنا از تیقون عولام نام برده شده است. در میشنا استفاده از تیقون به این معنی است که عبادت نباید به عنوان یک وظیفه بوده باشد بلکه باید به این دلیل عبادت شود که جامعه دارای هارمونی باشد.

## در عبادت یهودی
اصطلاح تیقون عولام در دعای روزانه الینو که سه بار در روز خوانده می‌شود وجود دارد. الینو که گفته می‌شود توسط یوشع نبی نوشته شده است خداوند را به خاطر نجات یهودیان ستایش می‌کند و امیدوار است که روزی تمامی دنیا بتپرستی را رها کرده و به او ایمان بیاورند. در این معنی تیقون عولام به این معنی است که جهان روزی کامل خواهد شد که تمامی مردم دنیا بتپرستی را کنار گذاشته و به پرستش خداوند روی آورند.

## نقش میتصووت
یهودیان اعتقاد دارند که پیروی آنها از میتصووت (دستورات الهی) راهی برای تیقون عولام است. از این رو عبادت یهودیان باعث کامل شدن دنیا و آمدن مسیحا خواهد شد.

## در کابالای لوریان
در قبالای اسحاق لوریا آفرینش به چندین مرحله تقسیم می‌شود. در این دیدگاه هر کدام از سفیروتها مانند یک ظرف برای نور الهی هستند. ریختن نور الهی در این ظرفها باعث شکسته شدن آنها و پخش شدن خرده‌های الهی در تمامی دنیا می‌شود. یهودیان دارای قدرت اضافه ارتباط با این نیروهای الهی هستند. تیقون وقتی حاصل می‌شود که تمامی خلقت به فهم خداوند برسند.